# A szív élettana
A szív a keringési rendszer központi szerve, munkájával (ritmikus összehúzódásaival) biztosítja a vérkeringést és a véráramláshoz szükséges vérnyomást. A szív beidegzés nélkül is képes működni (automácia) emellett a szívizomzat élettani tulajdonságai lehetővé teszik, hogy - bizonyos határig - alkalmazkodjon a változó megterhelésekhez. (Ez a szócikk csak néhány fontosabb fogalmat tartalmaz. Távolról sem vállalkozhat arra, hogy a szív normál és kóros működéseit részletesen tárgyalja!)

## A szív pumpafunkciója

A szív ritmusos összehúzódásaival pumpálja a verőerekbe a vért. (A bal kamra a nagy-, a jobb kamra pedig a kis vérkörbe). (A két kamra által továbbított vér mennyisége azonos, de a kisvérköri nyomás jóval alacsonyabb. ) Ennek hatásosságához szükség van az áramlást irányító szívbillentyűk hibátlan működésére is. Az egy összehúzódás (szisztole; systole) alatt kipumpált vér mennyisége a pulzustérfogat. A szív percenkénti összehúzódásainak száma a szívritmus. A pulzustérfogat és a szívritmus szorzata a perctérfogat. (Ami a percenként továbbított vér mennyisége.) Ez átlagos esetben és nyugalomban 4.5-5.0 liter/perc. Az összehúzódást követően a szívizomzat elernyed (diastole). A két folyamat együttese a szívciklus. A diasztole alatt a nagyerek szájadékaiban lévő zsebes (félhold alakú: szemilunáris) billentyűk záródása akadályozza meg, hogy a vér a nagyerekből visszaáramoljon.
A szív üregrendszeréből két vérkör indul, a kis vérkör a jobb kamrából indul és a tüdőn át (ahol megtörténik a gázcsere) a bal pitvarban végződik, míg a nagyvérkör a bal kamrából indul a főverőérrel, az aortával, melyből aztán sorra ágaznak a különböző szerveket ellátó artériák. Az erek keresztmetszete az elágazásokkal csökken, ugyanakkor az érrendszer összkeresztmetszete nő. A vérnyomást - más tényezők mellett - a szív munkája és a prekapilláris arteriolák áramlási ellenállása tartja fenn.

## Fokozott telődés és vérnyomás okozta terhelés
A szív fokozott telődése és a magasabb vérnyomás a szívizomrostok megnyúlásához és fokozott feszüléséhez vezetnek. Az pedig általános szabály, hogy az izomrostok összehúzódásának erejét a kezdeti feszülés határozza meg. (Starling-féle törvény).

## Egyéb mechanizmusok
A szív beidegzését az autonóm idegrendszer biztosítja. (Fontosabb autonóm beidegzések). Ezek az idegek, emellett bizonyos hormonok (adrenalin, pajzsmirigyhormon) befolyásolni tudják a szív frekvenciáját. Erősebb megterhelések hatására ezek közvetítésével a szív frekvenciája fokozódik. Ez egy bizonyos határig fokozza a szív teljesítményét. A túl magas szívritmus azonban már inkább teljesítménycsökkenéshez vezet. Azt, hogy a szív milyen mechanizmussal válaszol a fokozott terhelésre, részben a szív állapotától, részben az egyén edzettségi állapotától függ. Egészséges szív esetén a jól edzett egyénnél a szívizom saját kompenzáló tulajdonságai dominálnak, míg szívbetegségekben és edzetlen egyéneken a kevésbé hatékony ritmusfokozódás lép inkább be.

## A szívizom hipertrófiája
Ha az előbbi lehetőségek kimerülnek, a szívizom a fokozott terhelésre az izomsejtek növekedésével reagál. (Sportszív, szívizomtúltengés (hypertrophia) majd szívizomelfajulás (cardiomyopathia), stb.) Ennek rendkívül nagy hátránya, hogy a szívizom tömegének növekedésével - az esetek jelentős részében - az ellátó erek fejlődése nem tud lépést tartani. (Ennek sajnos tanúi voltunk a mindannyiunkat megrázó sportbaleseteknél. A klinikai gyakorlatban pedig sajnos mindennapiak az ilyen esetek.)

## A szív ingerületképző és ingervezető rendszere

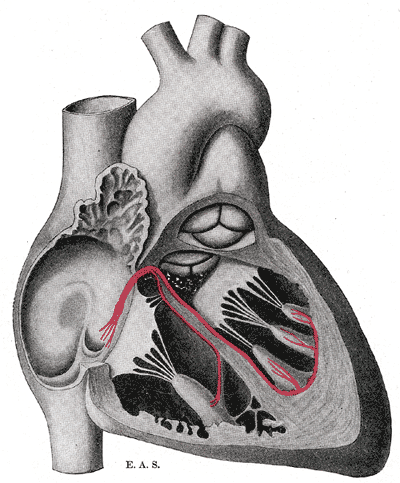
Pitvar-kamrai (Aschoff-Tavara) csomó és a belőle kiinduló ingervezető rostrendszer.

A szív beidegzés nélkül, autonóm módon is képes működni, mert maga képes termelni a működéséhez szükséges ingerületeket. Ezzel a tulajdonsággal a szív munkaizomzata is rendelkezik, de ennek frekvenciája alacsony, és csak kóros esetekben játszik szerepet. Vannak a szívizomzatnak olyan alacsonyabb differenciáltságú részei, amelyek nagyobb frekvenciát produkálnak, így normálisan ezek szerepe az uralkodó. Ilyen a jobb pitvar falában, a felső nagy véna beömlésénél (a crista terminalis állományában) található szinuszcsomó (nodus sinuatrialis; Keith-Flack féle csomó), amely a legmagasabb frekvenciával működik, így elnyomja az alacsonyabb frekvenciájú részeket. A szinuszcsomó ingerülete ráterjed a pitvarokra, és azok összehúzódásához vezet. A jobb pitvar alsó részén található a pitvar-kamrai csomó, (nodus atriolventricularis; Aschoff-Tavara-csomó), amelyre a pitvarok munkaizomzatának ingerülete ráterjed, ebből egy köteg (fasciculus atrioventricularis; His-köteg) indul ki, amely áthalad a szív rostos vázának nyílásán és a kamrasövényhez fut. A kamrasövény izmos részének felső szélénél jobb és bal szárakra (Tavara-szárak) válik, amelyek a sövény megfelelő kamra oldali részén lefelé futnak, majd kisebb rostokra (Purkinje-rostok) ágazódva visszahajlanak a kamrák belső felszíne alatt. Ez az elrendeződés biztosítja azt, hogy a szív különböző részei összehangoltan és megfelelő sorrendben húzódjanak össze.

## A szív beidegzése
A postganglionaris szimpatikus rostok a szimpatikus idegdúclánc (truncus sympathicus) felső mellkasi (thoracalis) és nyaki (cervicalis) részeiből erednek. A postganglionaris rostok a szívet a szimpatikus idegdúclánc nyaki szakaszának felső, középső és alsó szívhez futó ágain (ramus cardiacus superior, medius és inferior), és a szimpatikus idegdúclánc mellkasi szakaszának számos apróbb szívhez futó (rami cardiaci) ágán keresztül érik el.
A rostok keresztülhaladnak a szív idegfonatain (plexus cardiacusokon) és a szinszcsomón (nodus sinoatrialis) és az atrioventrikularis csomón (nodus atrioventricularis), valamint a szívizomrostokon és a koszorús artériákon (arteriae coronariae) végződnek. Ezeknek az idegeknek az aktivációja a szívritmus fokozódását, a szívizom összehúzódásai erejének fokozódását, és a koszorús verőerek (artériae coronariae) kitágulását eredményezik. A koszorús artéria (arteriae coronariae) kitágulását inkább a helyi anyagcsere szükségletei váltják ki, mint a koszorúsereket érő közvetlen idegi hatások. A paraszimpatikus preganglionaris rostok a bolygóideg (X. agyideg; nervus vagus) dorsalis magjából (nucleus dorsalis nervi vagi) erednek és a bolygóidegekben szállnak le a mellüregbe.
A rostok a szívi fonatok (plexus cardiacus) postganglionaris neuronjaival synapsist képezve végződnek. A postganglionaris rostok a szinuszcsomó (nodus sinoatrialis) és az atrioventrikularis (nodus atrioventricularis) csomókon és a koszorús atériákon (arteriae coronariae) végződnek. Ezeknek az idegeknek az aktivációja csökkenti a szívritmust és a szívizom (myocardium) összehúzódásainak erejét, valamint a koszorús erek összehúzódását okozza. Ez utóbbira itt is az vonatkozik, hogy az erek szűkülése inkább a helyi anyagcsere szükségletei csökkenésének, és nem annyira a közvetlen idegi hatásoknak a következménye.